# الدو کرزو
الدو کرزو (انگلیسی: Aldo Corzo؛ زادهٔ ۲۰ مهٔ ۱۹۸۹) بازیکن فوتبال اهل پرو است.
از باشگاه‌هایی که در آن بازی کرده‌است می‌توان به الیانزا لیما و تیم ملی فوتبال پرو اشاره کرد.
وی همچنین در تیم‌های ملی فوتبال تیم ملی فوتبال زیر ۲۰ سال پرو تیم ملی فوتبال پرو بازی کرده‌است.
وی در مسابقات کشوری و بین‌المللی در مجموع برندهٔ ۱ مدال برنز شده‌است.